# Fat Man
Fat Man (‘home gras’, també conegut com Mark III) va ser el nom clau utilitzat per al dispositiu nuclear que va ser fet detonar en el context de la Segona Guerra Mundial a Nagasaki, Japó, pels Estats Units el 9 d'agost de 1945. Va ser el segon i, fins ara, l'últim dispositiu nuclear utilitzat en un atac i el tercer en ser fet detonar en la història després de Trinity i Little Boy.
L'arma va ser llançada des del bombarder B-29 Bockscar, pilotat pel Major Charles Sweeney. Malgrat tenir gairebé el doble de potència que Little Boy, llançada a Hiroshima tres dies abans, el dany va ser menys important a causa de la topografia de Nagasaki i del fet que, a causa de la meteorologia, es va llançar a uns 3 quilòmetres de distància del seu objectiu. Tanmateix, s'estima que entre 35.000 i 40.000 persones van morir en aquest atac i unes altres 25.000 hi van ser ferides. Molts milers de persones més moririen després a causa de ferides relacionades amb l'atac, enverinament i radiació residual.

## El nom de la bomba
Hi ha dos relats principals de com es van batejar les primeres bombes atòmiques. El físic Robert Serber, científic de Los Alamos i del Projecte Alberta, va declarar, moltes dècades després del fet, que havia anomenat els dos primers dissenys de bombes atòmiques basant-se en les seves formes: Thin Man i Fat Man. Thin Man era un dispositiu llarg i prim i el seu nom provindria de la novel·la de detectius i de la sèrie de pel·lícules de Dashiell Hammett sobre The Thin Man. Fat Man era una bomba rodona i grossa, per la qual cosa va rebre el nom de Kasper Gutman, un personatge de la novel·la de Hammett de 1930 El falcó maltès, interpretada per Sydney Greenstreet a la versió cinematogràfica de 1941. Posteriorment, Little Boy va ser anomenada així com una al·lusió a Thin Man ja que el seu disseny es basava en el d'aquest. De vegades, Little Boy també s'anomenava "Mark I", Thin Man "Mark II", Fat Man "Mark III".
El setembre de 1945, un altre físic del Projecte Alberta, Norman F. Ramsey, va declarar en el seu breu "History of Project A", que els primers dissenys de proves de les bombes eren coneguts com "Thin Man" i "Fat Man" per "Representants de la Força Aèria" (no especificats) per "raons de seguretat", de manera que semblés que les seves comunicacions per telèfon es referissin a la necessitat de modificar un bombarder B-29 per a transportar el president dels Estats Units, Franklin Delano Roosevelt (l'home prim), i el Primer Ministre del Regne Unit, Winston Churchill (l'home gras), enlloc de fer-ho realment per a transportar les dues bombes atòmiques.
Una tercera explicació dels noms prové d'una història classificada de la Força Aèria dels Estats Units del Projecte Silverplate implica una possible conciliació de les dues versions. Segons aquesta font, els termes "Thin Man" i "Fat Man" van ser desenvolupats per primera vegada per algú a o des de Los Alamos (és a dir, Serber), però que van ser adoptats conscientment pels oficials a Silverplate quan van adoptar el seu propi nom en codi (incloent el propi nom de codi de Silverplate). Com que Silverplate implicava modificar els B-29 amb un propòsit secret, l'ús deliberat de noms en clau que s'alineessin amb la modificació de vehicles per a Roosevelt i Churchill serviria bé les seves necessitats.

## Característiques
El dispositiu mesurava 3,25 m de longitud per 1,52 m de diàmetre, i pesava 4.545 kg i tenia una força explosiva de 25 kilotones (104,1 TJ).
Era una bomba de la categoria d'implosió que utilitzava plutoni. Una esfera buida subcrítica de plutoni es va envoltar d'una esfera major d'explosius, la qual va ser detonada simultàniament a tota la superfície, fet que comprimeix el plutoni i n'augmenta la densitat fins a obtenir les condicions supercrítiques que produeix una explosió nuclear.
A causa del complicat mecanisme de detonació, va caldre fer una prova completa del concepte abans que els científics i militars poguessin sentir-se segurs que el dispositiu funcionaria adequadament en condicions de batalla, el 16 de juliol de 1945. Per aquest motiu, un dispositiu que va utilitzar un mecanisme similar es va fer detonar a Nou Mèxic en una prova anomenada Trinity.

## Detonació

Detonació de Mark III 'Fat Man'.

Detonació de Mark III 'Fat Man'.

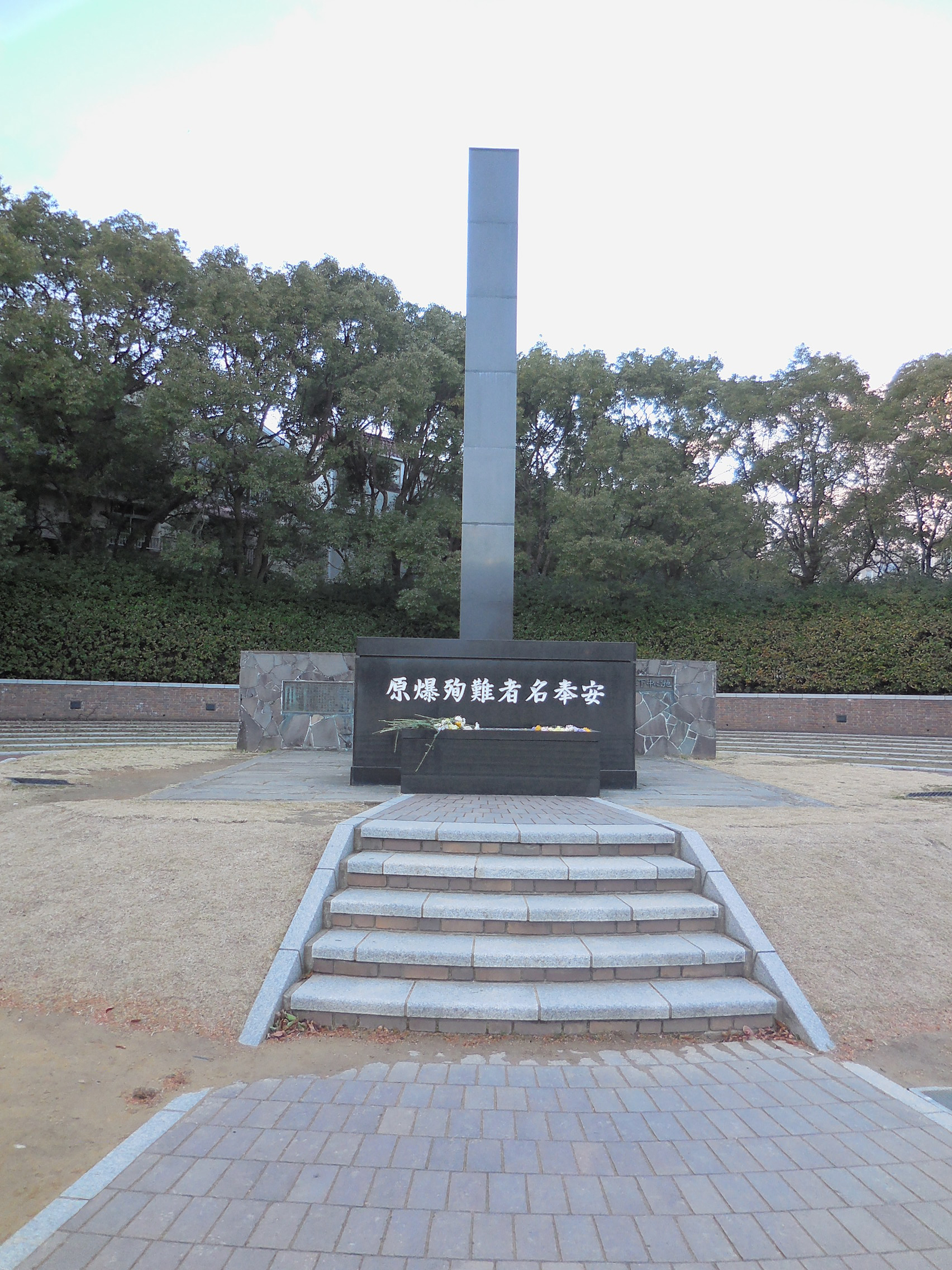
Hipocentre de Fat Man a Nagasaki

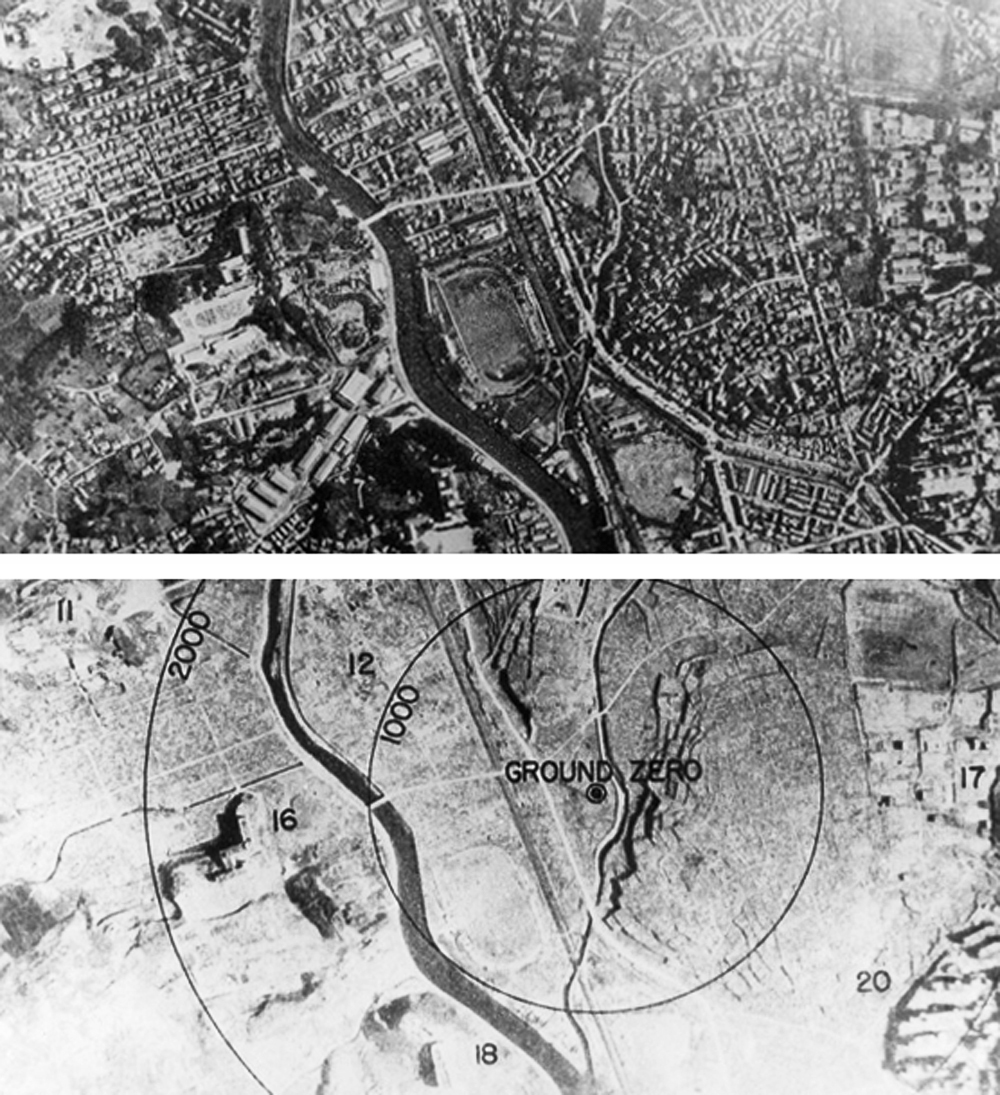
Efectes de la detonació de Fat Man a Nagasaki

El bombarder B-29 Bockscar es va enlairar a les 03:47 del 9 d'agost de 1945, amb la ciutat de Kokura com a objectiu principal i Nagasaki com a objectiu secundari. El major Charles W. Sweeney n'era el pilot i, entre la tripulació, s'hi comptava el comandant Frederick L. Ashworth que procedia del Projecte Alberta –una secció del Projecte Manhattan que va ajudar a lliurar les primeres armes nuclears en el bombardeig atòmic d'Hiroshima i Nagasaki– i era l'armer a càrrec de la bomba. L'arma ja estava armada; però amb els endolls de seguretat elèctrics verds encara enganxats. Ashworth els va canviar a vermells després de deu minuts perquè Sweeney pogués pujar fins als 5.200 metres per superar els núvols de tempesta. Durant la inspecció prèvia al vol de Bockscar, l'enginyer de vol havia notificat Sweeney que una bomba de transferència de combustible inoperativa feia impossible utilitzar 2.400 litres de combustible d'un dipòsit de reserva. La substitució de la bomba trigaria hores; traslladar Fat Man a un altre avió podria trigar el mateix temps i també era perillós, ja que la bomba estava activada. Per tant, el coronel Paul Tibbets i Sweeney van decidir que Bockscar continués la missió.
Kokura va quedar tapada pels núvols i el fum dels incendis provocats pel bombardeig de 224 B-29 a Yahata la vigília, que cobrien el 70% de l'àrea sobre Kokura i dificultaven el bombardeig de precisió. Per aquest motiu, durant 50 minuts, el bombarder va fer tres passades per l'objectiu, fet que no només l'exposava a les defenses antiaèries de Yahata, sinó que també cremava combustible. Mentre feien la tercera passada per l'objectiu, el foc antiaeri japonès era intens i, a més, el segon tinent, Jacob Beser, que seguia les comunicacions japoneses, va informar l'activació dels caces japonesos. Aleshores, Sweeney va decidir dirigir-se cap a l'objectiu secundari, Nagasaki. La ciutat també estava enfosquida pels núvols i Ashworth va ordenar a Sweeney que fes una aproximació amb el radar. En l'últim moment, però, el capità bombarder Kermit K. Beahan va trobar un forat als núvols i van llançar Fat Man. La bomba va explotar a les 11:02 hora local a una altitud d'uns 500 m sobre la ciutat després d'una caiguda lliure de 43 segons. A causa de la poca visibilitat, la bomba va esclatar a uns tres quilòmetres de distància de l'objectiu, fet que en va reduir el seu dany.

S'estima que entre 35.000 i 40.000 persones van morir directament pel bombardeig; però, en total, s'estima que hi Fat Man va causar entre 60.000 i 80.000 víctimes mortals, incloent-hi les víctimes que van patir-ne els efectes a llarg termini. La principal causa de defunció posterior fou la leucèmia, ja que es va estimar que el 46% de les víctimes de les bombes nuclears en van patir. Molta altra gent va morir posteriorment a causa de lesions relacionades amb explosions i cremades, i centenars més per malalties per radiació per exposició a la radiació inicial de la bomba. La majoria de les morts i ferides directes es van produir entre els treballadors industrials o de municions.